# Liberté, la nuit
Liberté, la nuit je francouzské filmové drama z roku 1983. Natočil jej režisér Philippe Garrel podle vlastního scénáře. Hlavní roli učitele Jeana ve snímku hrál režisérův otec Maurice Garrel, jeho manželku Mouche pak Emmanuelle Riva. Postavu loutkoherce zde hrál László Szabó, přičemž jeho manželku hrála Brigitte Sy, která byla manželkou Philippa Garrela. Hudbu k filmu složil klavírista Faton Cahen, který s Garrelem spolupracoval i na dalších filmech. Děj filmu je zasazen do doby Alžírské války a odehrává se v Paříži.